# Piper sararense
Piper sararense är en pepparväxtart som beskrevs av Trel. & Yunck.. Piper sararense ingår i släktet Piper och familjen pepparväxter. Inga underarter finns listade i Catalogue of Life.